# Megachernes limatus
Espèce
Megachernes limatus est une espèce de pseudoscorpions de la famille des Chernetidae.

## Distribution
Cette espèce est endémique de Nouvelle-Guinée. Elle se rencontre en Papouasie-Nouvelle-Guinée et en Indonésie.

## Description
La femelle holotype de Megachernes limatus limatus mesure 4,4 mm et la femelle paratype 3,9 mm.
Les mâles mesurent de 3,5 à 5 mm et les femelles de 3,5 à 4,5 mm.
Le mâle holotype de Megachernes limatus crassus mesure 4,5 mm et la femelle paratype 4,8 mm.

## Liste des sous-espèces
Selon Pseudoscorpions of the World (version 3.0) :
- Megachernes limatus crassus Beier, 1965
- Megachernes limatus limatus Hoff & Parrack, 1958

## Publications originales
- Hoff & Parrack, 1958 : Results of the Archbold Expeditions. No. 77. Two species of Megachernes (Pseudoscorpionida, Chernetidae). American Museum Novitates, no 1881, p. 1-9 (texte intégral).
- Beier, 1965 : Die Pseudoscorpionen Neu-Guineas und der benachbarten Inseln. Pacific Insects, vol. 7, no 4, p. 749-796 (texte intégral).